# His Regeneration
His Regeneration (pt: A regeneração de Bronco Billy / br: Regeneração) é um filme mudo estadunidense de curta-metragem de 1915, do gênero comédia, escrito, produzido, dirigido e protagonizado por Broncho Billy Anderson. Charles Chaplin, que não foi creditado na abertura, faz uma pequena ponta, interpretando um cliente de um bar (que é onde o filme se ambienta).
A pequena aparição que Chaplin faz neste filme, na verdade, foi uma espécie de negociação entre ele e Broncho Billy Anderson, por também ter feito uma ponta em um filme de Chaplin, The Champion, de 1915.
Nis créditos iniciais de His Regeneration aparece "...slightly assisted by Charles Chaplin", ou seja, "...uma pequena ajuda de Charles Chaplin", o que poderia significar que parte da história ou direção deste filme teria também sido feita por Chaplin. Chaplin iria usar a a mesma história para o seu filme posterior, Police, em 1916.

## Elenco
- Broncho Billy Anderson
- Marguerite Clayton
- Lee Willard
- Hazel Applegate
- Belle Mitchell
- Lloyd Bacon
- Robert McKenzie
- Bill Cato
- Darr Wittenmyer
- Victor Potel
- Charles Chaplin .... cliente (não-creditado)